# Адам Мюнхгаймер
Мюнхгаймер Адам (нім. Adam Münchheimer; 23 грудня 1830, Варшава — 28 грудня 1904, Варшава) — польський скрипаль, диригент, композитор і музичний педагог.
Народився в родині власника заснованої в 1816 році у Варшаві гудзикової фабрики Сиґізмунда Мюнхгаймера, онук гравера і друкаря Абрахама Мюнхгаймера, який перебрався до Варшави з Сілезії.
Навчався грі на скрипці у Яна Хорнзеля, композиції у Августа Фреєра, потім займався в Берліні під керівництвом А. Б. Маркса.
Повернувшись до Варшави, з 1850 грав в оркестрі Великого театру, в 1864—1891 рр. його диригент, а в 1872 також змінив померлого Станіслава Монюшка на посаді директора (займався також організацією його похорону, склавши траурний марш на теми з творів покійного). З 1892 року — головний бібліотекар варшавських музичних театрів.
Автор опер «Оттон-лучник» (пол. Otton Łucznik; 1859 лібрето Я. Хенцінського за однойменним романом Олександра Дюма, поставлена 1864), «Stradyota» (Stradiota; 1869, постановка 1876), «Мазепа» (1885, по Юліушу Словацькому, постановка 1900) і «Месник» (італ. Il Vendicatore; 1897 постановка 1910). Складав також балетну і церковну музику, пісні.